# Font de Diana
La Font de Diana és un monument escultòric situat a la cruïlla de la Gran Via de les Corts Catalanes amb el carrer de Roger de Llúria de Barcelona, catalogat com a bé cultural d'interès local. Creada el 1898 i instal·lada a la seva ubicació el 1919, va ser obra de l'escultor Venanci Vallmitjana i Barbany.

## Història i descripció
Vallmitjana havia rebut l'encàrrec de confeccionar una font escultòrica el 1913 per a la cruïlla de la Gran Via amb el carrer del Bruc, comanda per a la que va aprofitar una estàtua de la deessa romana de la caça Diana que tenia ja feta d'anys abans, i que ja havia presentat a la IV Exposició de Belles Arts de Barcelona del 1898. Inicialment, aquesta estàtua presentava la deessa nua, fet que no agradava al consistori conservador presidit per l'alcalde Joaquim Sagnier i Villavecchia, pel que l'escultor va haver de modificar la seva obra i afegir una túnica que cobrís el cos de Diana. Altre canvi sobre la marxa va ser l'emplaçament, que es va moure del Carrer Bruc al de Roger de Llúria, on el 1919 es va construir l'Hotel Ritz, l'autor del qual, Eduard Ferrés, va guanyar aquell any el premi d'arquitectura atorgat per l'Ajuntament. La font es va inaugurar el 12 de desembre de 1919.
La font es trobava inicialment al mig d'un ampli parterre a la cruïlla dels dos carrers, el qual va ser retallat als anys 1950 per afavorir el trànsit de vehicles a motor. Actualment la font s'aixeca sobre un petit estany circular amb base de rocalla, sobre el que s'alça un pedestal amb dos basaments —un quadrat i altre circular— decorats amb grans petxines als seus quatre costats. Sobre aquest es troba la figura de Diana, asseguda en posició expectativa amb l'arc a la mà, a la recerca d'alguna presa, com correspon a la deessa caçadora. A més de l'arc només porta una petita lluna al cap. El moment escollit és al temps de quietud i acció, ja que és el moment previ a posar-se en marxa, el que denota una tensió que fa palesa la influència de Miquel Àngel, especialment en la configuració de braços i cames, situats en un cert contrapposto. Igualment, l'expressió facial també denota l'influx buonarrotià, ja que mitjançant la tensió del cap i la força dels ulls aconsegueix traslluir l'ànima de la figura, de forma semblant al David del geni florentí, fet pel que es podria afirmar que aquesta és una de les obres més aconseguides de Vallmitjana.
La font va ser restaurada el 1987, i va ser reinaugurada per l'alcalde Pasqual Maragall el 16 de novembre d'aquell any.